# Colimbiné
Colimbiné, o anche Kolimbiné, è un comune rurale del Mali facente parte del circondario di Kayes, nella regione omonima.
Il comune è composto da 9 nuclei abitati:
- Dialané
- Diyabougou
- Gaméra
- Kabaté (centro principale)
- Kanamakounou
- Kouroukoula
- Tacoutala
- Tafacirga
- Wahiguilou